# 毛松齡
毛松齡（1444年—？），字喬年，江西南昌府豐城縣人，軍籍。明朝政治人物。進士出身。

## 生平
江西鄉試第三十六名。成化五年（1469年）乙丑科會試第九十三名，殿試登進士第二甲第三十名。

## 家族
曾祖毛彥仁。祖父毛容止。父亲毛顯，曾任訓導。